# Osterwanna
Osterwanna (niederdeutsch Oosterwannen) ist ein Ortsteil der Gemeinde Wanna in der Samtgemeinde Land Hadeln im niedersächsischen Landkreis Cuxhaven.

## Geografie
Der Ort liegt östlich von Westerwanna an der Landesstraße 118. Nordwestlich liegt das 252 ha große Naturschutzgebiet Aßbütteler Moor. Unweit südlich fließt die 15 km lange Emmelke.